# حسين عبدي
حسين عبدي (21 مارس 1967 بطهران في إيران - ) هو مدرب كرة قدم ولاعب كرة قدم إيراني في مركز الوسط. لعب مع نادي برسبوليس.

## وصلات خارجية
- حسين عبدي على موقع قاعدة بيانات كرة القدم.إي يو (الإنجليزية)
- حسين عبدي على موقع Soccerway.com (الإنجليزية)
- حسين عبدي على موقع عالم كرة القدم.نت (الإنجليزية)